# Europese kampioenschappen kyokushin karate 1982
De Europese kampioenschappen kyokushin karate 1982 waren door de International Karate Organization (IKO) georganiseerde kampioenschappen voor kyokushinkai karateka's. De tweede editie van de Europese kampioenschappen vond plaats in het Britse Londen.

## Resultaten
| Gewichtsklasse | Goud            | Zilver        | Brons                            |
| -------------- | --------------- | ------------- | -------------------------------- |
| Lichtgewicht   | Lloyd Payne     | Hans Beith    | Alan Payne J. Gonzales           |
| Weltergewicht  | Ceno Marxer     | J. Hernandez  | Heinz Forster A. Lewandowsky     |
| Middengewicht  | Flemming Jensen | Nick Da Costa | Jean-Pierre Louisset Istvan Bodi |
| Zwaargewicht   | Julien Baker    | H. Hernandez  | Michael Thompson Gabriel Marxer  |